# Bystrzyca Kłodzka
Bystrzyca Kłodzka là một thị trấn thuộc Kłodzki, tỉnh Dolnośląskie ở miền tây nam Ba Lan. Thị trấn có diện tích 12 km². Đến ngày 1 tháng 1 năm 2011, dân số của thị trấn là 10298 người và mật độ 959 người/km².